# John Udny

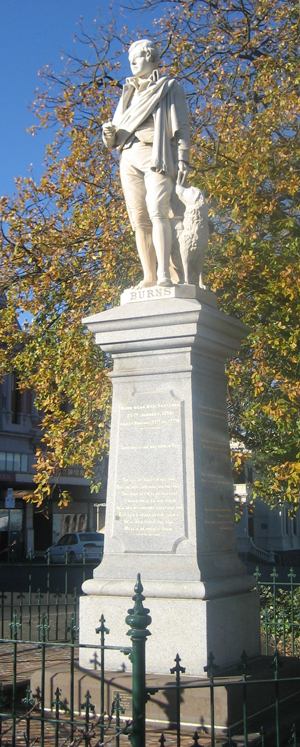
Robert Burns-Standbild in Ballarat

Giorgio Giovanni (John) Udny  (* 1850 in Livorno; † 1927 in Genua) war ein italienischer Bildhauer schottischer Abkunft.

## Leben und Werk
Der älteste Sohn von Roberto Udny and Enrichetta Achiardi ist ein Nachfahre des Schotten John Udny (1755–1802), ehemals britischer Konsul in Livorno. Er erlernte sein Handwerk in der Werkstatt seines Onkels Giovanni, eines Marmor-Händlers. Auf dem berühmten Cimitero monumentale di Staglieno haben sich einige Grabdenkmäler von seiner Hand erhalten. Sein bekanntestes Werk ist ein Standbild des Dichters Robert Burns aus weißem Carrara-Marmor, das schottische Auswanderer für die Stadt Ballarat, Victoria, Australien in Auftrag gaben. John Udny fertigte es in Livorno nach einem Stich des Dichters.